# 康子内外篇
康子内外篇是清朝末年思想家康有为所著的一部学术著作。
据康有为自编年谱《我史》载，“光绪十二年丙戌二十九岁，……是岁作《康子内外篇》，内篇言天地人物之理，外篇言政教艺乐之事。”该岁合西历1886年至1887年初。该书中的九篇曾于1899年刊登在《清议报》上，其余六篇系未刊手稿。
该书反映了康有为早期汇集古今中外的学术思想，是康有为早年重要著作之一。1947年美国斯坦福大学胡佛图书馆将该书书稿和《实理公法全书》书稿制成缩微胶卷，后来美国加州大学刘广京教授将此两书缩微胶卷影印本复制赠予康有为之女康同璧。目前所刊各版皆以此稿为据。

## 版本
- 康有为，康子内外篇，载 新民社辑，清议报全编·卷八（近代中国史料丛刊三编第十五辑），台北：文海出版社，1986年
- 康有为，康子内外篇（外六种），北京：中华书局，1988年
- 康有为 撰，姜义华，张荣华 编校，康有为全集，北京：中国人民大学出版社，2007年